# 헤르만 아벤트로트

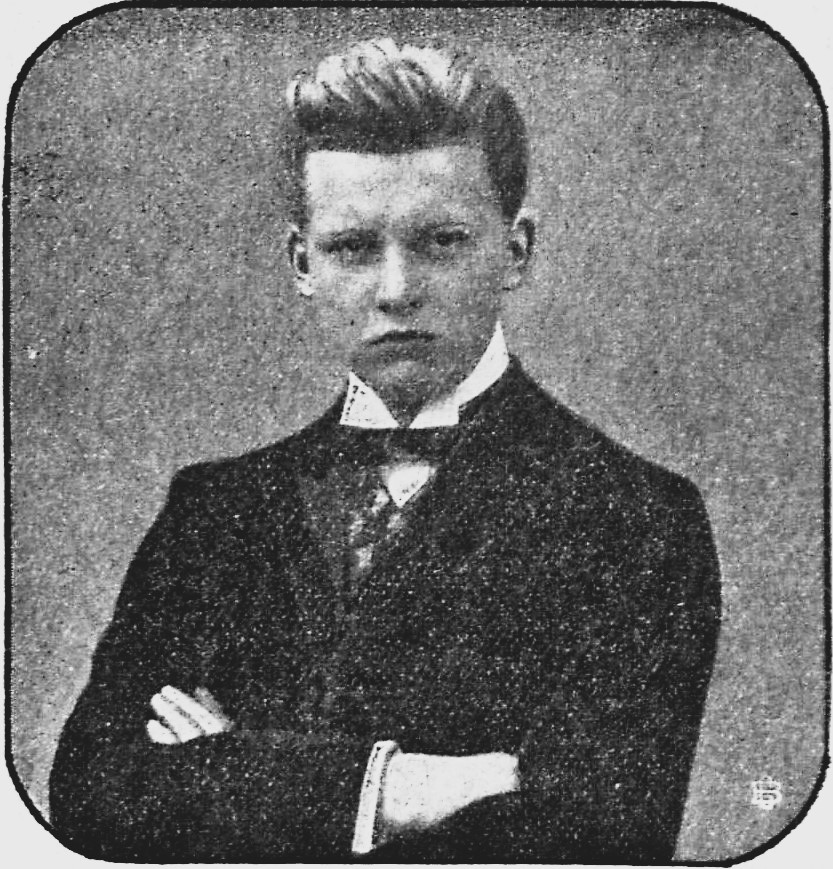

헤르만 파울 막시밀리안 아벤트로트(Hermann Paul Maximilian Abendroth, 1883년 1월 19일 ~ 1956년 5월 29일)는 독일의 지휘자이다.

## 생애
1883년에 프랑크푸르트 암 마인에서 서점 운영자의 아들로 태어났고, 소년 시절에 바이올린을 배우면서 음악을 시작했다. 그러나 아버지가 가업을 잇기를 강력히 희망했기 때문에, 음악 교육은 취미 정도로 그치고 있었다. 17세 때 조건부로 1년간 음악을 전문적으로 배우는 것을 부모에게 허락받아 본격적인 수업을 받기 시작했다. 1900년에는 뮌헨 음악대학에 입학해 루드비히 투일레와 안나 히르첼-랑엔함, 펠릭스 모틀에게 각각 음악이론/작곡, 피아노, 지휘를 배웠다.
1903년에 뮌헨의 아마추어 오케스트라인 관현악 협회의 지휘자로 활동을 시작했으며, 1907년에는 뤼베크의 시립극장 수석 카펠마이스터로 임명되어 오페라와 관현악 연주회 무대에서 두각을 나타내기 시작했다. 이어 에센 시립극장의 음악 총감독을 거쳐 1915년에는 쾰른의 귀르체니히 관현악단 카펠마이스터로 임명되었다. 이 직책은 1934년까지 유지되었으며, 1925년에는 쾰른 음악대학의 교장 직책도 맡았다.
1920년대부터는 국외 활동도 시작해 소련 국립 교향악단과 런던 교향악단을 객원 지휘하기도 했고, HMV(현 EMI)에서 브람스의 교향곡 음반을 발매하기도 했다. 1934년에는 유태인과 소련에 우호적이라는 이유로 나치에 의해 공직에서 추방당하기도 했으나, 유태인이라는 이유로 해임된 브루노 발터의 후임으로 라이프치히 게반트하우스 관현악단의 카펠마이스터로 임명되었고, 동시에 라이프치히 음악원의 교수직도 겸임했다.
2차대전 종전 후에는 계속 소련군 점령지였던 동부 독일에 남아 바이마르 국립 관현악단의 음악 총감독과 라이프치히 방송 교향악단, 베를린 방송 교향악단의 상임 지휘자를 역임했다. 1951년에는 동독 대표 지휘자로 체코 프라하의 프라하의 봄 국제음악제에 초대받아 체코 필하모닉 오케스트라를 지휘하기도 했고, 바이에른 국립 관현악단 등 서독 지역의 악단과도 가끔 공연했다.
1956년에는 슈만 서거 100주년 기념 음악제를 개최하기도 했으나, 5월에 예나에서 객원 지휘를 위해 머물던 중 뇌졸중으로 쓰러져 병원에 입원 중 타계했다. 4일 뒤 국장으로 장례가 치러졌고, 유해는 바이마르의 묘지에 안장되었다.
지휘와 교육 활동 외에도 가곡 등의 자작곡을 여러 편 남기고 있으며, 2차대전과 동독 시절에 남긴 많은 양의 방송 녹음도 꾸준히 음반화되고 있다.

## 에피소드
- 아벤트로트는 10대 시절 뮌헨 관현악 협회원의 소개로 펠릭스 바인가르트너를 만나 지휘 수업을 받을 수 있는 기회를 얻었으나, 피아노와 작곡을 배워야 한다는 충고를 받아들이지 않아 오히려 바인가르트너를 화나게 하기도 했다.

- 제3제국 시대에 독일에 남아 활동한 많은 음악가들과 마찬가지로, 아벤트로트도 수많은 나치 협력 의혹을 남기고 있다. 실제로 1937년 5월 1일에 나치에 입당했고, 그 이전에도 제국 음악국(Reichsmusikkammer)에서 요직을 맡은 바 있다. 그러나 일찍이 소련에서 객원 지휘했던 경력도 있어서 동독에서도 큰 어려움 없이 활동을 계속했고, 정부에서 독일민주공화국 국가상을 수여받기도 했다.

- 아벤트로트는 결혼을 했지만 아이를 남기지는 않았다. 인품은 온화한 편이라 단원들과 원만한 대인 관계를 유지했으며, 대단한 애연가이기도 했다. 평생 동안 자동차나 비행기 등을 싫어해 자전거를 주로 타고 다녔으며, 건강 유지를 위해 체조를 배우기도 했다.

## 수상 경력
- 1944년 : 2급 전시공로십자장
- 1949년 : 독일민주공화국 국가상 2등상
- 1954년 : 독일민주공화국 조국공로훈장 은장